# 蘭德克
蘭德克（德語：Landeck，德語發音：[ˈlandɛk] ⓘ）是奥地利蒂罗尔州的市镇，位於該國西部，面積15.9平方公里，海拔高度816米，該鎮在十九至二十世紀期間是紡織業中心，2012年人口7,742。